# 安全弁

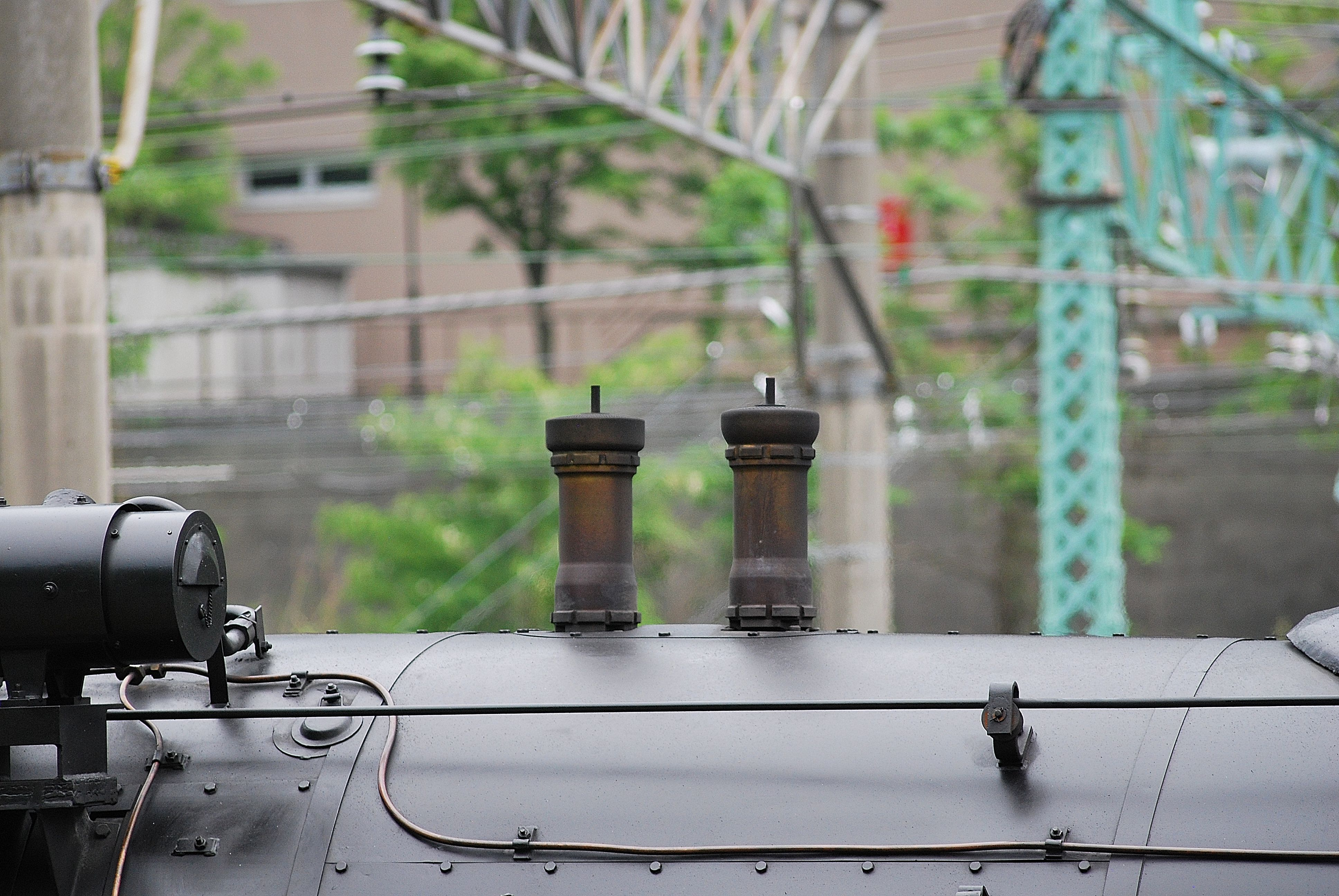
蒸気機関車ボイラーの安全弁（2つついている）

安全弁（あんぜんべん、英: Safety valve）または逃がし弁（にがしべん、Relief valve）は、圧力機器や圧力配管において内部圧力が異常に上昇した際に自動的に圧力を放出させ、内部圧力の降下とともに自動的に閉じる構造の弁である。
ボイラー/給湯器のメーカーによっては、気体（蒸気）を放出するものを安全弁、液体（水）を排出するものを逃がし弁と呼び、区別している場合もある。

## 概要
たとえば密閉された容器などに水を入れて加熱すると内圧が上がり、そのまま過熱すると内圧のため容器が破損あるいは爆発する。このような事故をさけるために安全弁が使用され、容器の内圧が上がり過ぎないようにする。
安全弁の動作は、内圧が一定以上になると、スプリングの作用などにより、容器内の流体が自動的に配管系の外に流れ出し内圧を一定に保つ。この種の安全弁は容器内の圧力を一定に抑える必要のある、ボイラーなどに広く使用されている。近年では、ガス採掘所やその貯蔵所、受入基地などにも使用されている。

## 分類
構造上、おもり安全弁、てこ安全弁、ばね安全弁の3種類に分類される。
ばね安全弁は、弁が開いた時の吹き出し面積の最小部が、弁体と弁座間のカーテン面積である弁座部流路の揚程式と、弁座下方ののど部流路の全量式とに分類される。
用途別には大分類として、蒸気用・ガス用・液体用があり、各配管径に対応できるようになっている。

## 取付

安全弁の構造

右記の図は密閉型・レバー付というもので、可燃性ガス等を大気開放しないように気密が保たれているタイプのもの。下側にあるフランジを1次側、右側にあるフランジを2次側と言い、1次側は常に設備にて使用している流体が流れている。2次側は図のタイプであれば配管接続されていて、なおかつ大気開放しないように、安全弁が作動した時にはその流体を回収するようなチャンバーもしくは回収装置が設置されていることもある。
図以外のタイプでは、密閉型ではなく開放型もある。不燃性ガス、空気、水、蒸気などの場合は大気開放しても問題が無い（危険性が無い）ことが多いので開放型を利用する場合が多い。